# یاسمین لافیت
یاسمین لافیت (فرانسوی: Yasmine Lafitte‎؛ زاده ۱ اکتبر ۱۹۷۳) بازیگر پورنوگرافی پیشین اهل مراکش است.